# Dinastia Xixunaga
La dinastia Xixunaga (generalment apareix com Shishunaga per la transliteració en anglès) es creu que fou la tercera dinastia governanta de Magadha, un imperi antic de l'Índia.
Segons el Puranes, aquesta dinastia fou la segona dinastia governant de Magadha, succeint a la llegendària dinastia fundada per Brihadratha.
Shishunaga, el fundador de la dinastia, fou inicialment un amatya o "ministre" del darrer governant Haryanka de la dinastia Nāgadāsaka i va ascendir al tron després d'una rebel·lió popular el 413 aC. La capital d'aquesta dinastia inicialment fou Rajgir; però més tard va canviar a Pataliputra, prop de la moderna Patna, durant el regnat de Kakavarna. Segons la tradició, Kakavarna va ser suceït pels seus deu fills. Aquesta dinastia va ser substituïda per l'Imperi Nanda el 345 aC.

## Llinatge
Els Puranes descriuen als reis Shishunaga com Kshatriyes.

## Shishunaga
Shishunaga va fundar la dinastia Shishunaga o Imperi Shaishunaga el 413 aC amb la seva capital a Rajgir i més tard a Pataliputra (totes dues en el que és ara Bihar). Les fonts budistes indiquen que van tenir una capital secundària a Vaishali,anteriorment la capital de Vajji, fins que va ser conquerida per Magadha. La dinastia Shishunaga governava un dels imperis més grans en el subcontinent indi.

## Kakavarna Kalashoka
Segons el Puranes, Shishunaga va ser succeït pel seu fill Kakavarna i segons les cròniques Sinhales pel seu fill Kalashoka. Sobre la base de l'evidència de l'Ashokavadana, Hermann Jacobi, Wilhelm Geiger i Ramakrishna Gopal Bhandarkar van concloure que tots dos són la mateixa persona. Durant el regnat de Shishunaga, aquest governava a Varanasi. Els dos esdeveniments més significatius del seu regnat són el Segon consell budista a Vaishali el 383 aC i la transferència final de la capital a Pataliputra. Segons el Harshacharita, va ser mort per una daga empesa dins a la seva gola en la proximitat de la seva capital. Segons la tradició budista, va tenir nou o deu fills, qui foren expulsats per Ugrasena Nanda.

## Governants posteriors
Segons la tradició, deu fills de Kalashoka van governar simultàniament. El Mahabodhivamsa declara els seus noms come Bhadrasena, Korandavarna, Mangura, Sarvanjaha, Jalika, Ubhaka, Sanjaya, Koravya, Nandivardhana i Panchamaka. Només un d'ells és esmentat en les llistes dels Puranes, Nandivardhana. Nandivardhana o Mahanandin fou probablement el darrer governant d'aquesta dinastia i el seu imperi va ser heretat pel seu fill il·legítim Mahapadma Nanda.
Puranes llista a Nandivardhana com el novè rei Shishunaga rei i el seu fill Mahanandin com el desè i darrer rei Shishunaga. Mahanandin va ser mort pel seu fill il·legítim d'un Shudra de la muller, anomenat Mahapadma.(xinès)

## Governants de la dinastia Shishunaga
- Shishunaga (413-395 aC), fou un anterior amatya (oficial) sota els Haryankes.

Kalasoka (el propi Shishunaga o be el seu fill governant del 395 al 367 aC) va tenir deu fills que successivament van governar el regne vint-i-dos anys. A més dels 10 citats més amunt, altres nom apareixen citats:
- Kakavarna Kalashoka (395-367 aC)
- Nandivardhana
- Ksemadharman
- Ksemajit o Ksatraujas
- Bimbisara
- Mahanandin (367-345 aC), possible fill de Nandivardhana

## Decadència
Segons els Puranes, els Shishunagues va anar seguits pels Nandes.